# Acryptolaria laertesi
Acryptolaria laertesi is een hydroïdpoliep uit de familie Lafoeidae. De poliep komt uit het geslacht Acryptolaria. Acryptolaria laertesi werd in 2010 voor het eerst wetenschappelijk beschreven door Peña Cantero & Vervoort. 